# Omophron brettinghamae
Omophron brettinghamae (лат.) — вид жуков-жужелиц из подсемейства Omophroninae (Carabidae). Палеарктика: Непал. Ориентальный регион: Мьянма, Бангладеш, Вьетнам. Мелкие жуки овальной формы. Длина тела 3,5—4 мм, ширина 2,4—2,6 мм. Тёмно-зелёные, металлически блестящие, стерниты буроватые; клипеус и середина лба темно-красные.